# The Man and the Woman
The Man and the Woman er en amerikansk stumfilm fra 1908 af D. W. Griffith.

## Medvirkende
- George Gebhardt som Tom Wilkins
- Linda Arvidson som Gladys
- Charles Inslee som False Clergyman
- Harry Solter